# Missionare vom Heiligen Geist
Die Missionare vom Heiligen Geist (Latein: Missionarii a Spiritu Sancto, Spanisch: Misioneros del Espíritu Santo;  Ordenskürzel MSpS) sind eine männliche, katholische Ordensgemeinschaft. Laut den Regelungen des Kirchenrechts ist sie als Priester-Kongregation päpstlichen Rechts verfasst.

## Geschichte
Die Kongregation wurde am 25. Dezember 1914 in Tepeyac, in der Nähe von Mexiko-Stadt,  von dem damals den Maristen angehörigen französischen Missionar Félix Rougier (1859–1938) mit dem Ziel der Förderung priesterlicher Berufungen gegründet. Rougier folgte dabei der Anregung der Mystikerin Concepcion Cabrera de Armida. Am 25. Dezember 1914 vertraute José Ramón Ibarra González, der Bischof der Erzdiözese von Puebla de los Ángeles, Rougier die ersten beiden Ordensanwärter (einen Priester und einen Seminaristen) an.
Das "Decretum laudis" wurde am 12. Dezember 1931 ausgestellt, ihre endgültige Approbation erhielt die Gemeinschaft am 12. Dezember 1939.

## Aufgaben und Verbreitung
Die Missionare vom Heiligen Geist unterhalten Priesterseminare und Häuser für Priester und widmen sich allen mit dem priesterlichen Dienst verbundenen Aufgaben, auch im Rahmen der Pfarrseelsorge. Besondere Schwerpunkte sind die geistliche Begleitung, die Leitung von Exerzitienhäusern und die Berufungspastoral.
Die meisten Niederlassungen hat der Orden in Mexiko, aber er ist auch in Chile, Kolumbien, Costa Rica, Italien, Spanien und den Vereinigten Staaten präsent. Der Sitz des Generalats befindet sich in Mexiko-Stadt.
Weltweit hatte die Kongregation am 31. Dezember 2009 57 Niederlassungen und 362 Mitglieder, 245 davon Priester. Der Generalobere ist P. Torre Medina Mora Fernando.

## Generalsuperiore
- Melecio Picazo (? – 1992)
- Jorge Ortiz González (1992 – 2004)
- Domenico Di Raimondo Romo (2004 – 2010)
- Fernando Torre Medina Mora (2010 – 2016)
- Francisco Daniel Rivera Sánchez (2016 – 2020)

## Bekannte Ordensmitglieder
- Ricardo Watty Urquidi (1938–2011), Bischof von Tepic

## Bibliografie
- Annuario Pontificio 2011, Libreria Editrice Vaticana, Vatikanstadt 2011. ISBN 978-88-209-8522-6.
- Guerrino Pelliccia e Giancarlo Rocca (curr.), Dizionario degli Istituti di Perfezione (10 voll.), Edizioni paoline, Mailand 1974–2003.